# Helsingfors Segelsällskap

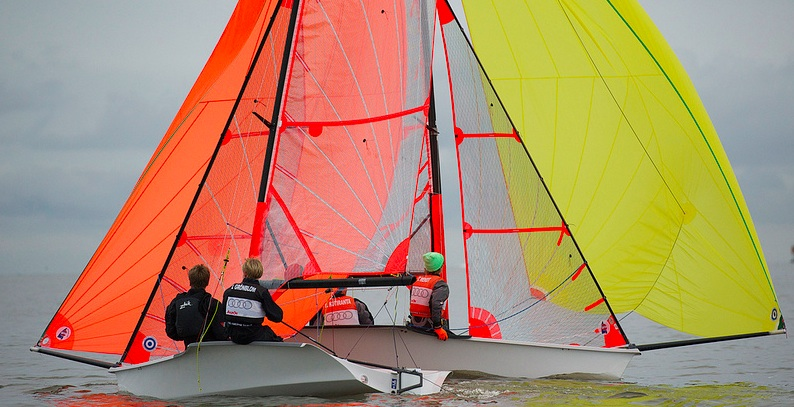
HSS 29er:s

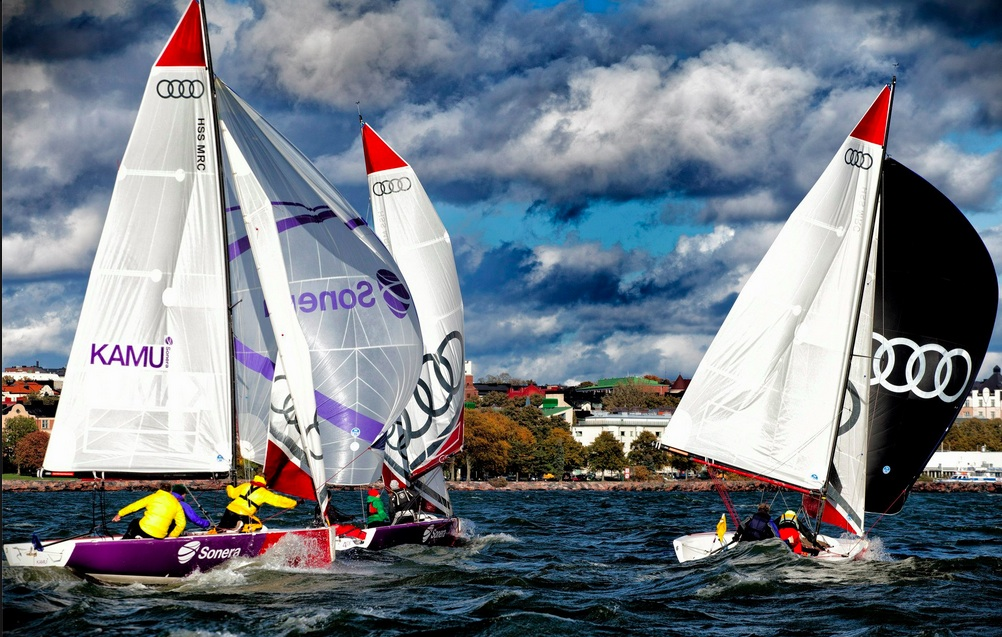
HSS Sail Centre har en flotta på 24 båtar

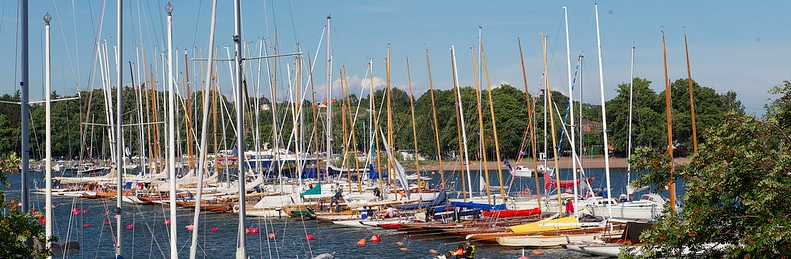
HSS har 50 klassiker i sin hamn

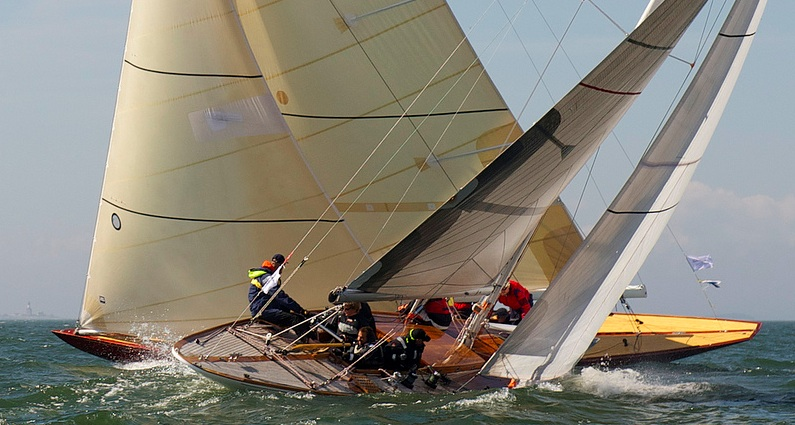
Några av HSS 8mR-jakter Sphinx FIN 4 and Sagitta FIN 2

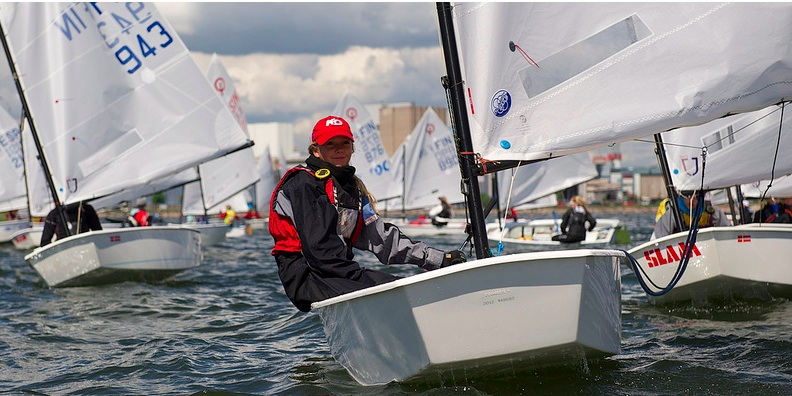
150 barn deltar i HSS juniorprogram

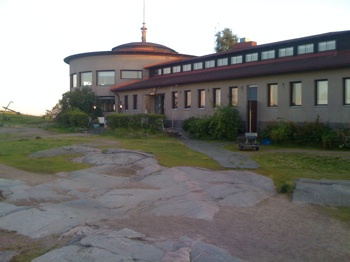
HSS klubblokal på Skifferholmen utanför Helsingfors havshamn

Helsingfors Segelsällskap r.f. (HSS)  är ett av Finlands äldsta segelsällskap. Föreningen grundades år 1893, till en stor del som en motvikt mot NJK som på den tiden ansågs vara reserverat för Helsingfors elit, där den spirande svenskspråkiga medelklassen i Helsingfors inte kände sig hemma. HSS hemhamn ligger på Skifferholmen utanför Havshamnen i Helsingfors. HSS klubbhus och restaurang Boat House har en av stadens bästa havsutsikter. HSS är Finlands fjärde största segelsällskap för både kapp- och långfärdsseglare med omkring 1350 medlemmar. HSS har en gästhamn.

## Aktivt juniorsällskapp
Helsingfors segelsällskap har en lång tradition som juniorsällskap.  Sällskapet har flera internationella juniortränare. HSS valdes år 2013 till Årets Förening främst på grund av sin juniorverksamhet. HSS har haft de flesta optimist-ranking seglarna i Finland 2011-2013 och under flera år har många av de finska deltagarna i Optimist-VM varit HSS:are.

## Olympisk Match Race
År 2009 grundade HSS tillsammans med olympiamedaljören Georg Tallberg ett AUDI HSS Match Race Center med sex stycken Elliott 6m-båtar. Båten var olympiaklass för damer år 2012 och på centret tränar en stor del av Finlands elitseglare bl.a. Audi Team Finland under ledning av Silja Lehtinen. År 2010 fick HSS ett tillskott av två Swedish Match 40-båtar till sin Match Race-flottilj. Båtarna har tidigare varit träningsbåtar för det svenska utmanarlaget i Americas Cup, Victory Challenge. År 2012 fick det av Silja Lehtinen ledda Audi Match Race Team Finland bronsmedalj i Sommarolympiaden 2012.

## AUDI HSS Sailing Center
AUDI HSS Sailing center erbjuder seglingsträning för vuxna oberoende av tidigare seglingserfarenhet. Centret har uppskattningsvis 100 tränade vuxenseglare som medlemmar. 

## Nordens största förening för klassiker
Föreningen är även känt för sin mycket stora flotta av klassiska kölbåtar: 8mR, 6mR, 5,5m och 5m. Hajar, Drakar, A-båtar, Skärgårdskryssare och Folkbåtar är också representerade på HSS. Sällskapets flottilj på omkring 50 klassiker är en av Europas största. Dessutom har klubben bl.a. en flottilj av klassiska Sparkman & Stephens-havskryssare i sin hamn. År 1967 initierade HSS H-båtsklassen som ritades av HSS-medlemmen och Finlands mest produktiva båtkonstruktör Hans Groop. Båten var avsedd som en billig tävlande båt som också lämpade sig för långfärdssegling. H-båten är i dag en av världens största entypsklasser med över 5000 byggda exemplar. Av dessa har 950 byggts i Finland.
Utöver Groop har sällskapet haft en lång rad båtkonstruktörer som medlemmar, som Emil Wegelius, Einar Olofsson, Birger Slotte, C.-O. Granfelt och Max Petrelius.
Namnkunniga kappseglare inom HSS är bl.a. olympierna Ernst "Mollan" Westerlund, Eric Fabricius, Hans Dittmar och John Flinkenberg samt H-båtsässet Matti Rouhiainen och jolleseglaren Tom Rindell. Ett pionjärprojekt var familjen Gahmbergs deltagande i Whitbread-kappseglingen jorden runt 1979-80 med Skopbank of Finland.

## Framstående seglarnamn på HSS
- Silja Lehtinen, Silja Kanerva och Mikaela Wulff vann bronsmedalj på OS i London 2012
- Georg Tallberg NJK:are och bronsmedaljör i OS i Moskva 1980, blev HSS-medlem och grundade AUDI HSS Match Race Centret 2009. Centret fungerade som bas för Team Silja Lehtinen inför OS 2012.
- Tapio Lehtinen deltog i enmans jorden runt seglingen Golden Globe Race 2018 och startade i samma kappsegling 2022. I början på 2000-talet satte han fart på juniorverksamheten på HSS och flera andra föreningar i samband med att han införskaffade 300 optimistjollar till Finland år 2007-2009. HSS utvecklades snabbt till Finlands ledande juniorsällskap.
- Jan Thorström och Matias Niemeläinen 49er (var nära internationella toppen under flera år)
- Jouni Kokko, långvarig stjärna i E-jolleklassen med många FM-titlar och rankingtopp-placeringar allt sedan junior från 1984. Kokko har också verkat som ordförande i E-jolleförbundet.
- Jali Mäkilä var rorsman i Soling-klassen i sommarolympiaden 2000 i Sydney. Övrig besättning: Erkki Heinonen och Sami Tamminen. Mäkilä har deltagit i många OS-projekt och är medlem i flera föreningar. Senast har han seglat starbåt med ålänningen Matthias Dahlman.
- Reima Alander har deltagit i ensamsegling med minibåtar över Atlanten. Han vann en klasseger i Sidney-Hobart-regattan 2008.
- Ari Huusela har deltagit två gånger i samma tävling över Atlanten som Reima Alander.
- Tom Rindell har vunnit ISAF Youth Worlds.
- Matti Rouhiainen är HSS mest framgångsrika kappseglare under de fyra senaste årtiondena med tiotal mästerskap i H-båtsklassen. Han har även varit skeppare på femfemman Patricia of Finland med vilken HSS 1979 utmanade Guldpokalen. Han nådde final i guldpokalseglingarna och blev tvåa i samtidiga VM. Numera segelmakare.
- Max Petrelius, en av Finlands mest framgångsrika havskappseglare genom tiderna, båtkonstruktör.
- Skopbank of Finland var familjen Pelle Gahmbergs storprojekt och Finlands första deltagande i Whitbread Round the World Race 1981-82 med Skopbank of Finland. Hela besättningen kallades till ständiga medlemmar av HSS, bland dem vaktchefen Tapio Lehtinen och Harry Harkimo.
- Veikko Enberg rorsman och H-båt]sentusiast. Har genomfört två H-båts-FM och fått många goda placeringar, har även tävlat framgångsrikt med haj (båt) och folkbåt. Verkar i både finska- och internationella H-båtsförbundet.
- Hans Groop som förutom sin omfattande konstruktörsbana även kappseglat framgångsrikt i Folkbåts- och H-båtsklasserna.
- Christer Granfelt Christer var den framgångsrikaste av seglarsyskonen Granfelt (Christer, Carl-Olof och Margareta). Vann många titlar i Snipe och finnjolle. Vann med hajen Loling II nästan varje kappsegling under åren 1951-1953. Var också med 8mR-projektet Turid med tredjeplacering i World Cup i Sandhamn 1975. Var HSS kommodor i tio år.
- John R Flinckenberg olympier i Melbourne 1956 och genom åren framgångsrik drak- och hajseglare. En av de första HSS:arna som gav sig ut internationellt med deltagande i Cowes, Kiel och Rivieran. Mångårig kommodor i HSS.
- Eric Fabricius, drakolympier i Helsingfors 1952. Stora framgångar i drak- och femmaklasserna.
- Arthur E. Nikander hade internationella framgångar med sexan Nica på 30-talet. Seglade i många klasser och ägde många båtar som andra HSS:are seglade. Byggde åttan Vågspel  till HSS 50-årsjubilée 1943.
- Ernst ”Mollan” Westerlund var framgångsrik rorsman på andras båtar, bl.a. på Nikanders Nica. Bronsmedalj som rorsman på sexan Ralia från Merenkävijät vid OS 1952. Mångårig medlem av HSS styrelse.
- Eric Nummelin, kommodor 1929-1933 var fader till både Hajbåten och Sjöbjörnarna.
- Emil Wegelius var ledande konstruktör och framgångsrik seglare vid förra sekelskiftet (1852-1902).
- Valter Lindholm seglade den lilla kölbåten Uno som var den framgångsrikaste seglare från klubbens tidigaste år. Uno Cup seglas fortfarande varje höst på HSS.

## HSS kommodorer

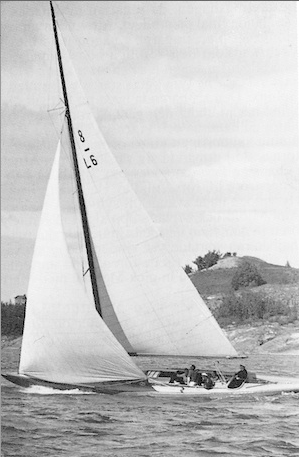
Kommodor Arthur E. Nikanders 8mR Vågspel på jungfruseglats 1943.

| 1893      | Alvar Verving       |
| 1894-1898 | Anton Moberg        |
| 1899-1903 | Teodor Hjelt        |
| 1904-1915 | Ernst Nyberg        |
| 1916-1919 | Gustaf Sourander    |
| 1920-1922 | S.J. Rehnström      |
| 1923-1928 | Bertel Peterson     |
| 1929-1931 | Eric Nummelin       |
| 1932      | Gustaf Sourander    |
| 1933-1937 | Arthur E. Nikander  |
| 1940-1946 | Harald Käcklund     |
| 1947-1950 | Runar Finnilä       |
| 1951-1961 | John R. Flinkenberg |
| 1962-1964 | Alfons Wigg         |
| 1965-1974 | Christer Granfelt   |
| 1975-1983 | Hans Lindroos       |
| 1984-1993 | Ingmar Lindberg     |
| 1994-1996 | Ernst Tillander     |
| 1997-2001 | Matti Mare          |
| 2002-2009 | Rabbe Nevalainen    |
| 2010-2012 | Kim Weckström       |
| 2013-2014 | Harri Tanhuanpää    |
| 2015-2017 | Tapio Lehtinen      |
| 2018-     | Mikael Stelander    |

## HSS medlemsantal 1893-2013
| År   | Medlemmar | Båtar | Motor- båtar | Båtar sammanl. |
| ---- | --------- | ----- | ------------ | -------------- |
| 1893 | 85        | 19    | 0            | 19             |
| 1900 | 157       | 30    | 0            | 30             |
| 1910 | 435       | 59    | 24           | 83             |
| 1920 | 714       | 54    | 20           | 74             |
| 1930 | 856       | 49    | 40           | 89             |
| 1940 | 651       | 47    | 41           | 88             |
| 1950 | 885       | 73    | 21           | 94             |
| 1960 | 782       | 69    | 15           | 84             |
| 1970 | 756       | 108   | 54           | 182            |
| 1980 | 890       | 192   | 39           | 231            |
| 1990 | 950       | 240   | 43           | 283            |
| 2000 | 858       | 201   | 37           | 238            |
| 2010 | 1289      | 250   | 60           | 301            |
| 2012 | 1462      | 271   | 62           | 331            |
| 2013 | 1420      | 271   | 62           | 335            |